# فرودگاه گرابهرنس
فرودگاه گرابهرنس (به انگلیسی: Grabhorn's Airport) یک فرودگاه خصوصی است که یک باند فرود چمن و شن دارد و طول باند آن ۵۴۸ متر است. این فرودگاه در شهر سکپوس، اورگن کشور ایالات متحده آمریکا قرار دارد و در ارتفاع ۷۷ متری از سطح دریا واقع شده‌است.